# William Peter Stephens
(William) Peter Stephens (* 16. März 1934 in Penzance; † 1. April 2019) war ein britischer methodistischer Geistlicher. Er war Präsident der Jahreskonferenz 1998/1999 der Methodist Church of Great Britain, Vorsitzender und Generalsuperintendent der Methodistischen Kirche in Gambia und von 2010 bis 2012 deren Vorsitzender Bischof.
Er war ein Linguist, der in viele Länder reiste und predigte sowie eng in die Konferenz Europäischer Kirchen und in den Weltrat methodistischer Kirchen eingebunden war.

## Leben

### Herkunft und Ausbildung
Stephens wurde 1934 in Penzance geboren und erhielt seine Ausbildung an der Truro School, dem Clare College und dem Wesley House, Cambridge. Er wurde 1960 ordiniert und arbeitete von 1961 bis 1965 als Kaplan an der University of Nottingham. Er verbrachte zwei Jahre (1965–1967) an den Universitäten Straßburg und Münster und promovierte 1970 zum Thema Der Heilige Geist in der Theologie von Martin Bucer. Stephens war von 1971 bis 1973 Tutor am Hartley Victoria College, Manchester (zuvor war er von 1958 bis 1961 als Assistenztutor tätig), von 1973 bis 1980 am Wesley College, Bristol und von 1980 bis 1986 am Queen’s College, Birmingham. Von 1986 bis 1999 war er Professor für Kirchengeschichte an der University of Aberdeen, wo er von 1986 bis 1988 Dekan der Fakultät für Theologie und von 1988 bis 1989 Provost der Fakultät war.
Von 1995 an war er Präsident der Society for Reformation Studies und 1997 gewann er den Max-Geilinger-Preis für Die Theologie von Huldrych Zwingli.

### Methodistischer Geistlicher
Stephens war von 1967 bis 1971 im Croydon Circuit stationiert, von 1999 bis 2000 war er Superintendent Minister des Plymouth Methodist Mission Circuit, von 2000 bis 2002 Pastor des Mint Methodist Church Centre in Exeter und methodistischer Kaplan der University of Exeter, von 2002 bis 2003 Superintendent Minister des Liskeard und Looe Circuit. Er war Pastor im Uckfield and Lewes, Mid-Sussex Circuit 2004 bis 2006.

### Arbeit in Gambia und Vorsitzender Bischof
Von 2003 bis 2004 war er Vorsitzender und Generalsuperintendent der Methodistischen Kirche in Gambia und von 2010 bis 2012 war er deren Vorsitzender Bischof. Zu seiner Nachfolgerin wurde Hannah Faal-Heim gewählt.
Die Beerdigung von Peter Stephens fand am Mittwoch, den 17. April 2019 statt.

## Auszeichnungen und Ehrungen
- 1997: Max-Geilinger-Preis für die Theologie von Huldrych Zwingli (OUP, 1986)[2]

## Schriften
- The Holy Spirit in the theology of Martin Bucer,. Cambridge University Press, [London&#93 1970, ISBN 0-521-07661-7.
- The theology of Huldrych Zwingli. Clarendon Press ; Oxford University Press, Oxford : Oxford ; New York 1986, ISBN 0-19-826677-4.
- Zwingli : an introduction to his thought. Clarendon Press ; Oxford University Press, Oxford [England] : Oxford ; New York 1992, ISBN 0-19-826329-5.
  - Zwingli. Einführung in sein Denken. TVZ, Zürich 1997, ISBN 978-3-290-10998-1.
- Huldrych Zwingli und andere Aufsätze. Max-Geilinger-Stiftung, Zürich 1997.
- (mit Jim West, Joe Mock): The theology of Heinrich Bullinger. Vandenhoeck & Ruprecht, Göttingen 2019, ISBN 978-3-525-56482-0.